# Wybory prezydenckie w Egipcie w 2012 roku
Wybory prezydenckie w Egipcie w 2012 roku odbyły się w dwóch turach w dniach 23-24 maja oraz w dniach 16−17 czerwca. Były to pierwsze wolne, demokratyczne wybory w historii Egiptu, rozpisane po obaleniu w lutym 2011 wieloletniego autokratę − Husniego Mubaraka.

## Tło
Rewolucji na Placu Tahrir z przełomu stycznia i lutego 2011 obaliła HUsniego Mubaraka, władającego Egiptem przez 30 lat. W czasach transformacji władza spoczywała w rękach zwierzchnika Najwyższej Rady Sił Zbrojnych − Muhammada Husajna Tantawiego. Junta wojskowa rozwiązała parlament i zawiesiła konstytucję. Na jesień 2011 rozpisano wybory parlamentarne, z kolei na wiosnę 2012 wybory prezydenckie.
Elekcja parlamentarna rozpoczęła się 28 listopada 2011 i trwała w kilku fazach. Wybory do Zgromadzenia Ludowego, które trwały do 11 stycznia 2012, wygrała Partię Wolności i Sprawiedliwości, będącym politycznym ciałem Bractwa Muzułmańskiego, z 37,5% poparciem. Także głosowanie do Rady Szury, przeprowadzone w dniach 29 stycznia − 22 lutego 2012 zdecydowanie wygrali islamiści, uzyskując 45% głosów. Na drugim miejscu plasowali się salafici z Partii Światła (An-Nur).

## Wyniki
| Kandydat                   | Kandydat                   | Partia                                   | I tura     | I tura | II tura    | II tura |
| Kandydat                   | Kandydat                   | Partia                                   | Głosy      | %      | Głosy      | %       |
| -------------------------- | -------------------------- | ---------------------------------------- | ---------- | ------ | ---------- | ------- |
|                            | Muhammad Mursi             | Partia Wolności i Sprawiedliwości        | 5 764 952  | 24,78% | 13 230 131 | 51,73%  |
|                            | Ahmad Szafik               | Niezależny                               | 5 505 327  | 23,66% | 12 347 380 | 48,27%  |
|                            | Hamdin Sabahi              | Partia Godności                          | 4 820 273  | 20,72% |            |         |
|                            | Abd al-Munim Abu al-Futuh  | Niezależny                               | 4 065 239  | 17,47% |            |         |
|                            | Amr Musa                   | Niezależny                               | 2 588 850  | 11,13% |            |         |
|                            | Muhammad Salim al-Awwa     | Niezależny                               | 235 374    | 1,01%  |            |         |
|                            | Chalid Ali                 | Niezależny                               | 134 056    | 0,58%  |            |         |
|                            | Abu al-Izz al-Hariri       | Popularny Sojusz Partii Socjalistycznych | 40 090     | 0,17%  |            |         |
|                            | Hiszam al-Bastawisi        | Narodowa Postępowa Partia Unionistyczna  | 29 189     | 0,13%  |            |         |
|                            | Mahmud Husam               | Niezależny                               | 23 992     | 0,10%  |            |         |
|                            | Muhammad Fauzi Isa         | Partia Generacji Demokratycznej          | 23 889     | 0,10%  |            |         |
|                            | Husam Chajr Allah          | Demokratyczna Partia Pokoju              | 22 036     | 0,09%  |            |         |
|                            | Abd Allah al-Aszal         | Partia Wiarygodności                     | 12 249     | 0,05%  |            |         |
|                            |                            |                                          |            |        |            |         |
| Głosy ważne                | Głosy ważne                | Głosy ważne                              | 23 265 516 | 98,28% | 25 577 511 | 96,81%  |
|                            |                            |                                          |            |        |            |         |
| Głosy nieważne             | Głosy nieważne             | Głosy nieważne                           | 406 720    | 1,72%  | 843 252    | 3,19%   |
| Frekwencja                 | Frekwencja                 | Frekwencja                               | 23 672 236 | 46,42% | 26 420 763 | 51,85%  |
| Uprawnionych do głosowania | Uprawnionych do głosowania | Uprawnionych do głosowania               | 50 996 746 |        | 50 958 794 |         |
|                            |                            |                                          |            |        |            |         |
| Źródła:                    |                            |                                          |            |        |            |         |

Zwycięzcy I tury w poszczególnych mufafazach (według kolorów z tabeli wyników)

Pierwszą turę głosowania przeprowadzoną w dniach 23–24 maja 2012 wygrał Muhammad Mursi (24,78%), kandydat Partii Wolności i Sprawiedliwości, wyprzedzając nieznacznie niezależnego kandydata Ahmada Szafika (23,66%), byłego premiera z czasów administracji Mubaraka. W drugiej turze głosowania w dniach 16−17 czerwca 2012 Mursi pokonał Szafika, uzyskawszy 51,73% głosów. Pierwszego demokratycznie wybranego prezydenta w historii Egiptu zaprzysiężono 30 czerwca 2012.